# 万城目正

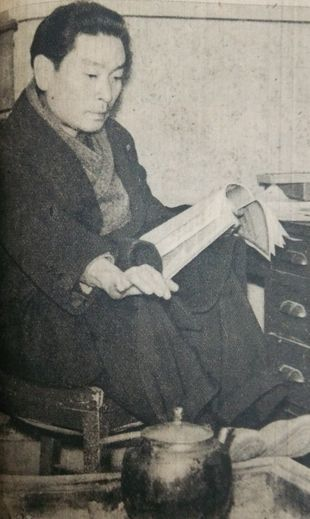
1948年

万城目 正（まんじょうめ ただし、1905年1月31日 - 1968年4月25日）は、日本の作曲家。本名は萬城目 侃（読みは同じ）。

## 経歴・人物
北海道十勝支庁中川郡幕別村（現在の幕別町）出身。
旧制中学校を卒業後に上京し、武蔵野音楽学校で学ぶ。その後一時帰道するが再び上京して松竹楽団に入社し、多くの劇伴を作曲・指揮を担当。1938年の映画『愛染かつら』の主題歌「旅の夜風」など多くの映画音楽を手がけ、そのほとんどの作品はコロムビアレコードからレコードとして発売され、専属作曲家として長年に渡り活動した。
戦後は映画『そよかぜ』の音楽を担当し、主題歌の「リンゴの唄」は並木路子が歌い大ヒットした。
また歌謡曲では高峰三枝子、美空ひばり、島倉千代子の歌を多く作曲し、戦前から多くの歌手や俳優の歌唱指導を担当した経験を活かして1957年には松竹大船撮影所の近くに「万城目正歌謡音楽院」を開校した。
人気作曲家として多忙な日々を送る一方で、年に2回ほど家族旅行に出かけ、普段は酒や野球を楽しんだという。
1968年4月25日、死去。63歳没 。
墓所は宮城県仙台市の龍雲院にある。

## おもな作品

### 歌謡曲
- 「旅の夜風」（霧島昇、ミス・コロムビア歌、西條八十作詞; 1938年）：映画『愛染かつら』の主題歌
- 「愛染夜曲」（霧島昇、ミス・コロムビア歌、西條八十作詞; 1939年）
- 「純情二重奏」（霧島昇、高峰三枝子歌、西條八十作詞; 1939年）
- 「純情の丘」（二葉あき子歌、西條八十作詞; 1939年）
- 「愛染草紙」（霧島昇、ミス・コロムビア歌、西條八十作詞; 1940年）
- 「空から轟沈」（楠木繁夫・渡辺はま子歌、西條八十作詞 1945年）
- 「リンゴの唄」（並木路子、霧島昇歌、サトウハチロー作詞; 1945年）：終戦直後に大ヒット
- 「浅草の唄」（藤山一郎歌、サトウハチロー作詞 1946年）
- 「涙の駒鳥」（霧島昇、二葉あき子歌、西條八十作詞 1948年）
- 「懐かしのブルース」（高峰三枝子歌、藤浦洸作詞; 1948年）
- 「悲しき口笛」（美空ひばり歌、藤浦洸作詞; 1949年）
- 「別れのタンゴ」（高峰三枝子歌、藤浦洸作詞; 1949年）
- 「東京キッド」（美空ひばり歌、藤浦洸作詞; 1950年）
- 「想い出のボレロ」（高峰三枝子歌、藤浦洸作詞; 1950年）
- 「牧場の花嫁さん」（高峰三枝子歌、藤浦洸作詞; 1950年）
- 「情熱のルンバ」（高峰三枝子歌、藤浦洸作詞; 1951年）
- 「越後獅子の唄」（美空ひばり歌、西條八十作詞 1951年）
- 「あの丘越えて」（美空ひばり歌、菊田一夫作詞; 1951年）
- 「角兵衛獅子の唄」（美空ひばり歌、西條八十作詞 1951年）
- 「陽気な渡り鳥」（美空ひばり歌、和田隆夫作詞 1952年）
- 「今宵誓いぬ」（高峰三枝子歌、西條八十作詞 1954年）
- 「哀愁日記」（初代コロムビア・ローズ歌、西條八十作詞; 1954年）
- 「この世の花」（島倉千代子歌、西條八十作詞; 1955年）：島倉千代子のデビュー曲
- 「ひばりの三度笠」（美空ひばり歌、関沢新一作詞 1955年)
- 「かりそめの唇」（初代コロムビア・ローズ歌、西條八十作詞 1955年）
- 「しあわせはどこに」（初代コロムビア・ローズ歌、西條八十作詞; 1956年）

### 映画音楽
- 人妻椿（野村浩将監督、1936年） - 作曲指導
- 征戦愛馬譜 暁に祈る（佐々木康監督、1940年）
- そよかぜ（佐々木康監督、1945年）
- 懐しのブルース（佐々木康監督、1948年）
- 別れのタンゴ（佐々木康監督、1949年）
- 青空天使（斎藤寅次郎監督、1950年）
- 情熱のルムバ（佐々木康監督、1950年）
- 天明太郎（池田忠雄監督、1951年）
- 月形半平太（内出好吉監督、1952年）
- お嬢さん社長（川島雄三監督、1953年）
- 七変化狸御殿（大曾根辰夫監督、1954年）
- 水戸黄門（佐々木康監督、1957年）
- 壮烈新選組 幕末の動乱（佐々木康監督、1960年）
- 若さま侍捕物帖（佐々木康監督、1960年）

### 市町村歌
- 横手市民歌（作曲、佐々昌二作詞 1951年）
- 草津市民歌（作曲、原道夫作詞 1964年）